# Ehrenmal Nordrach

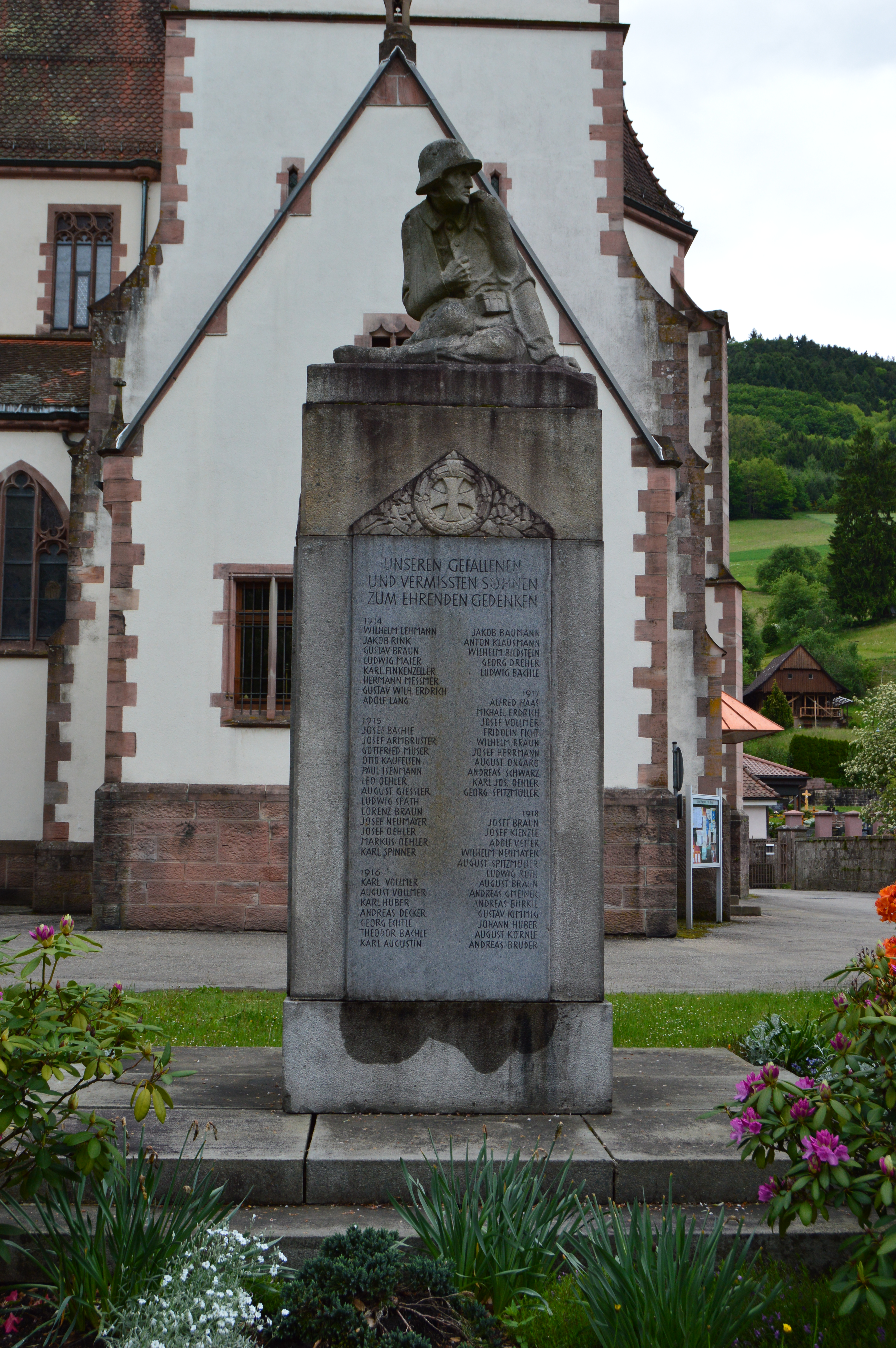
Ehrenmal für die Opfer beider Weltkriege

Das Ehrenmal Nordrach für die Opfer beider Weltkriege befindet sich im Kurgartengebiet neben der Pfarrkirche St. Ulrich in Nordrach. Über gestuftem Sockel trägt ein Block aus hellem Naturstein die Plastik eines kauernden, verwundeten Soldaten. Das Denkmal ist verziert mit „Eisernen Kreuzen“ in Ehrenkränzen und trägt an allen vier Seiten Tafeln mit Namen.

## Gedenkfeiern
Im Rahmen des Volkstrauertages wird regelmäßig von der Gemeinde Nordrach und dem Volksbund Deutsche Kriegsgräberfürsorge am Ehrenmal eine Gedenkfeier abgehalten.